# Burgstall Schellenberg (Mangfall)
Die genaue Lage der ehemaligen Befestigung Schellenberg im Mangfalltal ist nicht vollständig gesichert. Sie befand sich vermutlich am Mangfallaufstieg der heutigen Bundesstraße 472, denn 1453 verlieh das Kloster Schäftlarn sein Gut „Schelenberg“ an Ulrich Pämair. Später wird dieser Besitz als „Schelenberg Pämer“ bzw. „Pämber am Schellenberg“ oder zum „Pämber Schellenberg“ bezeichnet. Die Veste Schellenberg dürfte also nahe bei der heutigen Einöde „Baumer“ (westlich von Miesbach) gelegen sein. Auch der Ortsteilname „Wachlehen“ spricht für die unmittelbare Nähe einer Burg bzw. eines Wachpostens.
Flohrschütz sieht dagegen die Lage im heutigen Weiler Hochhaus, südöstlich des Taubenbergs, nennt aber keine Belege.